# ザーレ (小惑星)
ザーレ (5409 Saale) は小惑星帯にある小惑星。フライムート・ベルンゲンがタウテンブルクのカール・シュヴァルツシルト天文台で発見した。
ドイツのザーレ川（同名の別の川の可能性もある）に因んで名付けられた。